# Renita Garard
Renita Maree Garard AM, bis 1996 Renita Maree Farrell, (* 30. Mai 1972 in Townsville, Queensland) ist eine ehemalige australische Hockeyspielerin, die mit der australischen Hockeynationalmannschaft 1996 und 2000 Olympiasiegerin war.

## Sportliche Karriere
Renita Farrell nahm 1994 an der Weltmeisterschaft in Dublin teil. Die Australierinnen belegten in ihrer Vorrundengruppe den zweiten Platz hinter den Argentinierinnen. Im Halbfinale bezwangen sie die deutsche Mannschaft mit 2:0. Mit dem gleichen Ergebnis gewannen sie das Finale gegen die argentinische Mannschaft. Bei den Olympischen Spielen 1996 in Atlanta war Farrell Stammspielerin der australischen Mannschaft. Im Finale trafen die Australierinnen auf die Südkoreanerinnen und gewannen den Titel mit 3:1.
1995 hatte Renita Farrell bei der Champions Trophy gewonnen. 1997 und 1999 gewann sie nach ihrer Heirat als Renita Garard.
1998 bei der Weltmeisterschaft in Utrecht bezwangen die Australierinnen im Finale die Niederländerinnen mit 3:2. 2000 fanden die Olympischen Spiele in Sydney statt. Die Australierinnen kamen als einziges Team ohne Niederlage durch Vorrunde und Hauptrunde. Im Finale gegen die Argentinierinnen siegten die Australierinnen mit 3:1.
Nach ihrer aktiven Karriere war Renita Garard von 2000 bis 2012 im Vorstand des australischen Hockeyverbands Hockey Australia. Von 2006 bis 2012 war sie außerdem im Exekutivkomitee der Fédération Internationale de Hockey. Daneben war und ist sie in ihrer Heimatstadt Townsville und in ihrem Heimatstaat Queensland in mehreren Funktionen ehrenamtlich tätig, sowohl im Sport als auch in der Politik. Renita Garard wurde im Januar 1997 mit der Medaille des Order of Australia ausgezeichnet. Im Juni 2020 wurde sie zum Member des Order of Australia ernannt.